# Independence Drive Mosque

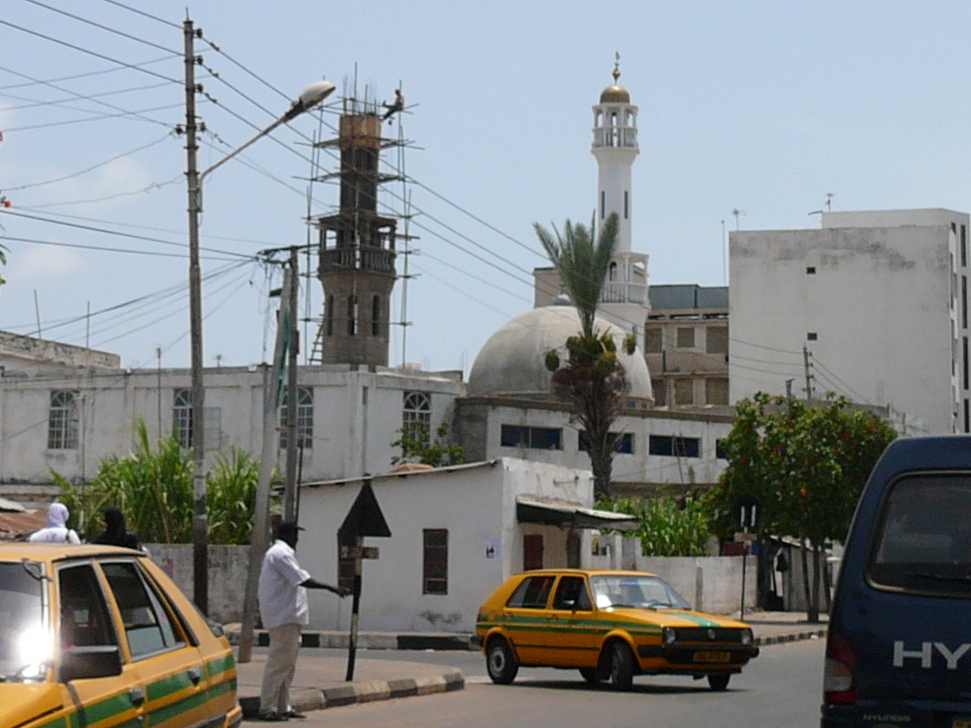
Die Independence Drive Mosque (2007)

Die Independence Drive Mosque (auch Old Mosque) ist die älteste Moschee in Banjul, der Hauptstadt des westafrikanischen Staates Gambia.
Die 1930 gebaute Moschee liegt an der südlichen Seite des Independence Drive (anderer Name July 22 Drive), an der Einmündung zur Mosque Road. Bevor die größere King Fahad Mosque 1988 erbaut wurde, war sie die Hauptmoschee der Stadt.
Die Außenmaße der Freitagsmoschee (Juma’ mosque) betragen rund 16 × 16 Meter.